# Ernst Jung (Mäzen)

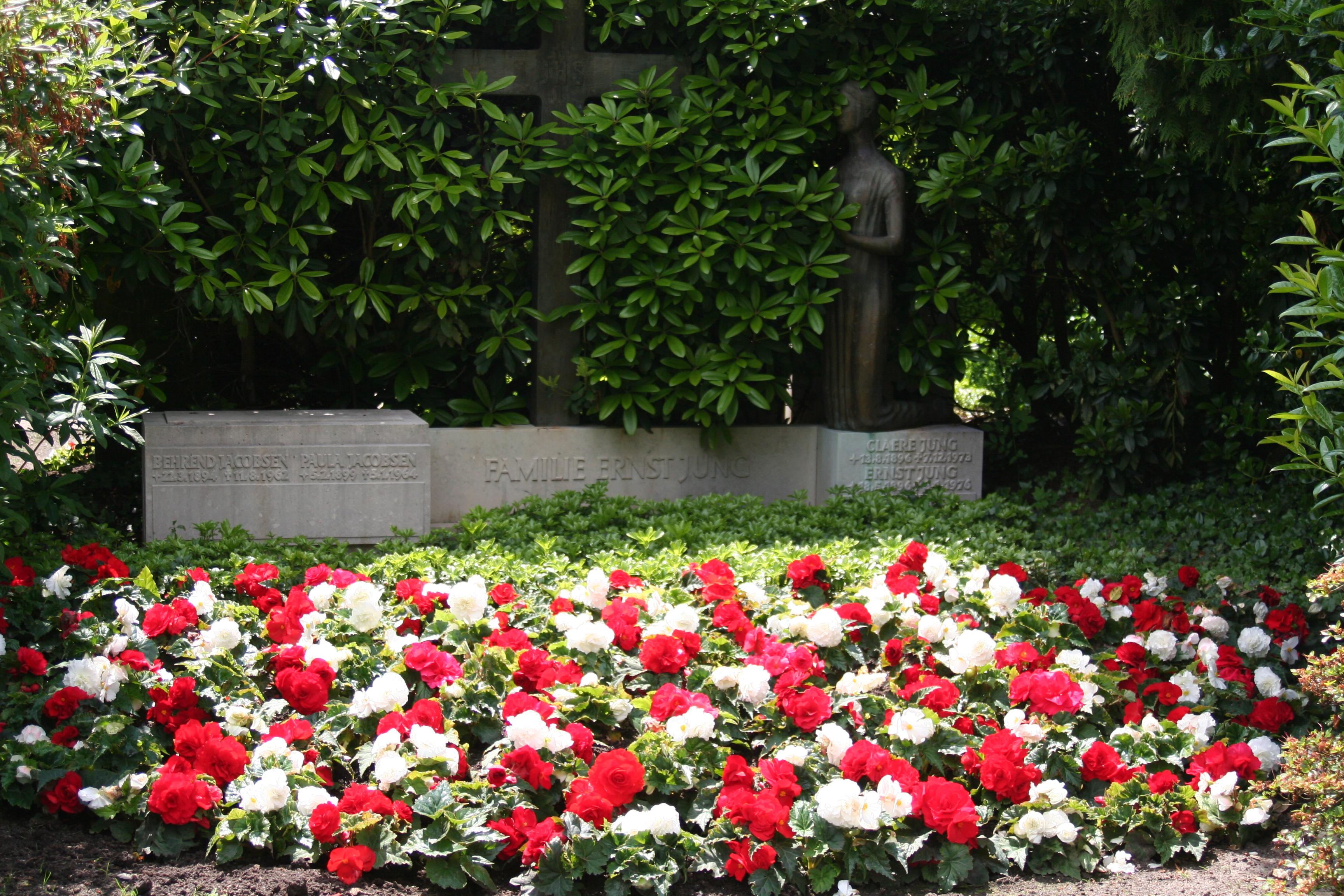
Grab von Claere & Ernst Jung

Ernst Emil Jung (* 18. Mai 1896 in Briensdorf, Kreis Preußisch Holland, Provinz Ostpreußen; † 8. Januar 1976 in Hamburg) war ein erfolgreicher Reeder und Mäzen in Hamburg mit ausgeprägtem Gemeinsinn.

## Leben
Nach der Geburt in Ostpreußen siedelte seine Familie bereits 1897 nach Hamburg um. Jung verlebte seine Kinderjahre am Hammer Park und ging in der Ritterstraße zur Realschule.
Nach kaufmännischer Ausbildung und der Teilnahme am Ersten Weltkrieg (das Kriegsende erlebte Jung in der Türkei), trat er 1919 in die Ölimportfirma Fritz Lüning in Hamburg ein. 1920 gründete Jung eine Reederei und eine Öl-Importfirma, die Hamburger Mineralöl-Werke Ernst Jung, die im selben Jahr erstmals eingetragen wurde. Die Firma diente dem Import und Vertrieb von Mineralölen. Von 1928 bis 1934 war Ernst Jung zudem Verkaufsleiter der Atlantic Refining Co., ohne die eigene Firma aufzugeben.
Am Reiherstieg (seit 1936) in Hamburg-Wilhelmsburg und in Stadersand (Werk II der Mineralöl-Werke Ernst Jung, Großtanklager) bestanden Niederlassungen. Das Werk in Wilhelmsburg verfügte bei Kriegsbeginn 1939 über etwa 25.000 m³ Tankraum, der insbesondere für die Lagerung und Veredelung von Schmierölen in Anspruch genommen wurde. Während des Zweiten Weltkrieges legte Ernst Jung als „Opportunist des Nationalsozialismus“, auch durch den Einsatz von Zwangsarbeit, den finanziellen Grundstock seines Vermögens.
Nach Kriegsende kam es zu einer raschen Beseitigung der Schäden und der Erstellung zusätzlicher neuer Anlagen (Paraffinen, Spezial-Paraffinen, Vaseline und Spezial-Schmieröle) und damit zur Schaffung neuer Arbeitsplätze. Ein blühendes Importgeschäft mit Benzin und Gasöl stellte einige Jahre lang ein bedeutendes unabhängiges Element des westdeutschen Mineralölhandels dar. Eine Flotte von Küstentankern kam hinzu. 1955 erweiterte Jung das Werk in Wilhelmsburg mit einer Entölungsanlage, die in ihrer technischen Ausstattung die erste ihrer Art in der Welt war.
Die Mineralöl-Werke Ernst Jung hatten zwei Tochtergesellschaften, die Hamburg-Pennsylvanische Öl Gesellschaft m.b.H. und die Europol Motorenöl G.m.b.H. Diese waren Partner in dem vergeblichen Versuch, 1952 die zum Verkauf stehenden Anteile an der Gasolin zu übernehmen, erst zusammen mit der Caltex und der Ruhr Öl, dann mit der Gulf Oil.
Ende April 1951 wurde Ernst Jung als Direktor Mitglied des Vorstandes im Mineralölwirtschaftsverband. 1962 übernahm er den Aufsichtsratsvorsitz in der neu gegründeten Jung Atlantic Refining GmbH, die eine Partnerschaft mit der Atlantic Refining Co., Philadelphia bei der Erzeugung und dem Vertrieb von Paraffinen und Wachsen vorsah. Die von der neuen Gesellschaft hergestellten und vertriebenen Produkte wurden weiterhin unter der Schutzmarke Jung mit den bisherigen Emblemen auf den Markt gebracht. Die Hamburger Mineralöl-Werke Ernst Jung als solche blieben mit ihren Mineralölinteressen weiterhin im vollen Besitz von Ernst Jung. Das Gleiche traf auch für den Tanklagerbetrieb Stadersand, die Tankschiff-Reederei Ernst Jung (einschl. der Beteiligung auf dem Gebiet der Erzschifffahrt) sowie für die Hamburg-Pennsylvanische Ölgesellschaft mbH und die Europol Motorenöl-Gesellschaft zu.
Mit der Aufgabe des Schmierölgeschäfts erfolgte der nächste Namenswechsel. Fortan hieß der Betrieb Arco (Atlantic Richfield Company) Raffinerie GmbH, dessen Aufsichtsrat Ernst Jung angehörte, bis er in den Verbund mit der Vaselinwerk Hamburg GmbH an Schümann ging.
Da er kinderlos geblieben war, gründete er 1964 die Ernst & Claere Jung Stiftung mit Altersheimen in Hamburg-Othmarschen und in Stade (1967 ihrer Bestimmung durch das Stifterehepaar übergeben), die Ende der 1960er Jahre den neuesten Komfort boten mit Pflegeabteilungen und Altenwohnungen. Seine Frau Claere (geb. Müller) starb 1973 nach längerer Krankheit.
Ernst Jung war Vorsitzender der Vereinigung Hallenbad Flottbek-Othmarschen und der philanthropisch veranlagte Mäzen las mit Vorliebe religiös-philosophische Schriften und hörte gern klassische Musik. Zudem gründete er 1967 die Jung-Stiftung für Wissenschaft und Forschung, die jährlich den höchstdotierten deutschen Medizinpreis, den Ernst-Jung-Preis vergibt. 1969 wurde der gebürtige Ostpreuße Ehrensenator der Universität Hamburg.
Ernst Jung war Träger des Großen Verdienstkreuzes des Verdienstordens der Bundesrepublik Deutschland.
Seine Trauerfeier fand in der Christuskirche Hamburg-Othmarschen statt und er wurde auf dem Nienstedtener Friedhof beigesetzt.

## Auszeichnungen und Ehrungen
- 1965: Großes Verdienstkreuz des Verdienstordens der Bundesrepublik Deutschland
- Ehrensenator der Universität Hamburg